# Francavilla d’Ete
Francavilla d’Ete település Olaszországban, Marche régióban, Fermo megyében. Lakosainak száma 926 fő (2023. január 1.). Francavilla d’Ete Fermo, Monte San Pietrangeli, Montegiorgio, Rapagnano, Mogliano és Corridonia községekkel határos.

## Népesség
A település lakossága az elmúlt években az alábbi módon változott:
| Lakosok száma | 951  | 945  | 926  |
|               | 2017 | 2018 | 2023 |